# Боуман, Корнелия
Корнелия «Киа» Боуман (нидерл. Cornelia «Kea» Bouman; 23 ноября 1903 – 17 ноября 1998) ― теннисистка из Нидерландов. Выиграла в одиночном женском зачёте в 1927 году на Открытом чемпионате Франции по теннису, одержав победу над Ирэн Бауэр Пикук из ЮАР в финале. Боуман была первой, и, на данный момент, единственной теннисисткой из Нидерландов, которая стала чемпионкой Большого шлема в одиночном разряде.
В 1923, 1924, 1925 и 1926 годах она также одержала победу в одиночном разряде на Чемпионате Нидерландов.
Родилась в Алмело. Боуман также была первой голландской спортсменкой, которая выиграла олимпийскую медаль: выступив совместно с Хендриком Тиммером, оба они были удостоены бронзы в миксте в летних Олимпийских играх 1924 года в Париже.
В октябре 1927 года Боуман выиграла в одиночном зачёте в Тихоокеанском юго-западном Чемпионате по теннису, победив Моллу Мэллори в финале в трёх сетах. В 1929 году Боуман вместе с Лили Альварес из Испании одержали победу в женском парном разряде на Французском Чемпионате.
Согласно рейтингу Уоллиса Майерса из «The Daily Telegraph» и «Daily Mail», Боуман вошла в десятку лучших ракеток мира в 1927 и 1928 годах: в 1928 году она заняла позицию № 8.
Боуман также успешно соревновалась в других видах спорта. Она была профессионально играла в гольф и выступала за национальную сборную по хоккею на траве. Умерла в городе Делден, Нидерланды.
27 января 1931 года вышла замуж за Вильгельма Тидеманна в Алмело и вскоре после этого супруги эмигрировали в Голландскую Ост-Индию, где они жили в течение девяти лет и где Тидеманн работал геологом.

## Финалы Большого шлема

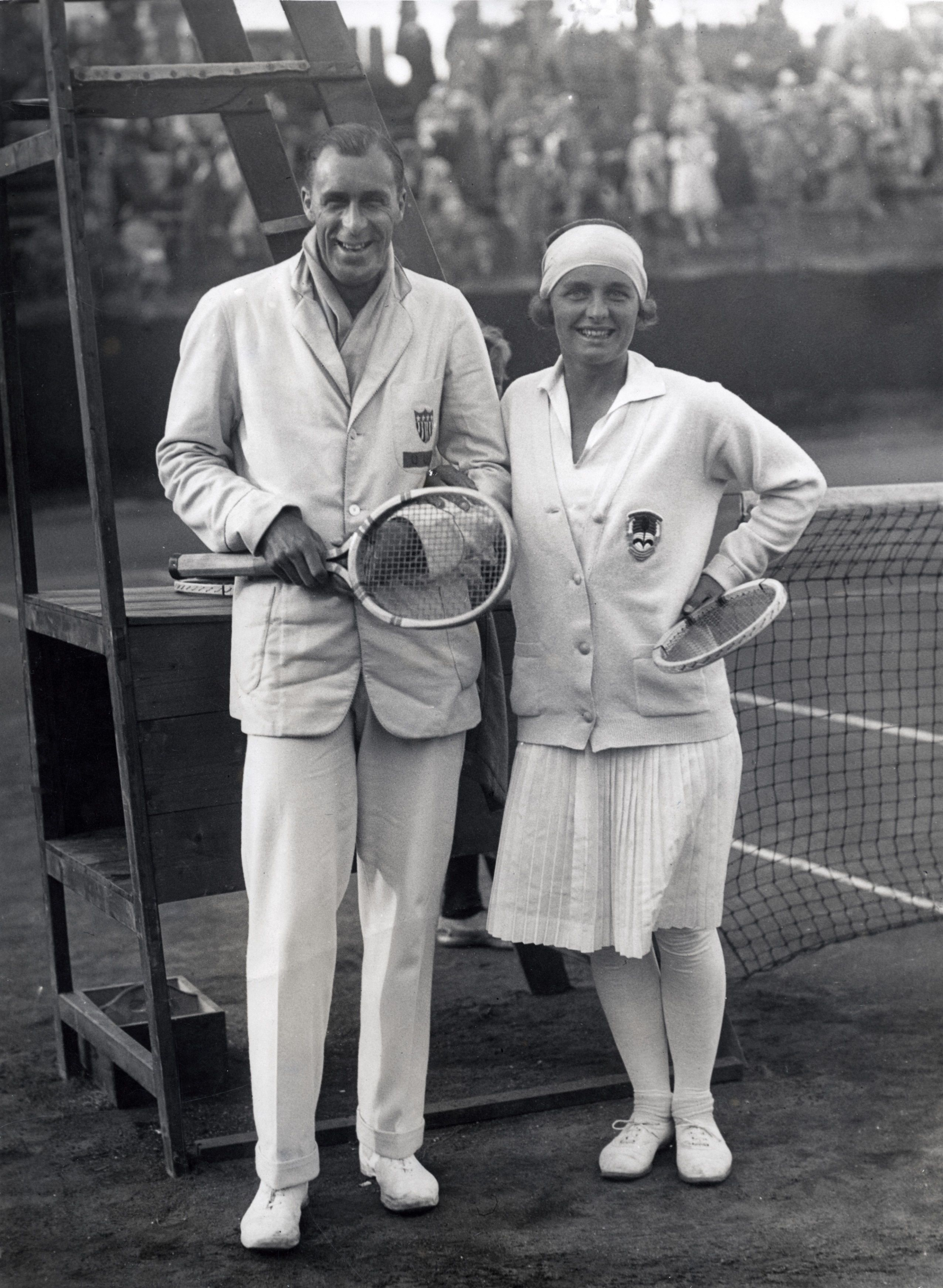
Билл Тилден и Киа Боуман на Французском Чемпионат 1927 года

### Одиночный зачёт
| Год  | Чемпионат             | Соперник в финале | Результат |
| 1927 | Французский Чемпионат | Ирен Бауэр Пикук  | 6-2, 6-4  |

### Парный зачёт

#### Звания (1)
| Год  | Чемпионат             | Партнер       | Соперники в финале    | Результат |
| 1929 | Французский Чемпионат | Лили Альварес | Бобби Гейне Алида Нив | 7-5, 6-3  |